# Gaetano Messina
Gaetano Messina (Trapani, 13 novembre 1901 – Trapani, 5 novembre 1971) è stato un avvocato e politico italiano.

## Biografia
Avvocato e agricoltore. Nel 1927 da parte del direttorio provinciale del Fascio di Trapani fino al 1928. Diviene Segretario federale del Partito Nazionale Fascista di Trapani dal 1933 fino al 1940. Da quella data fu segretario federale a Cosenza e nel 1943 a Caltanissetta, fino alla caduta del fascismo.
Nel 1939 fu consigliere nazionale della Camera dei Fasci e delle Corporazioni, fino all'agosto 1943
.